# Tecnomatix Quality Management
Tecnomatix Quality Management — семейство программных продуктов, предназначенных для анализа отклонения размеров, обмена информацией о качестве продукции, создания управляющих программ для координатно-измерительных машин (КИМ) и станков с ЧПУ на основе, созданной в САПР модели.

## История создания
В 1987 г. американской компанией с одноименным названием был создан продукт Valisys. В этом же году коммерческий продукт был полностью интегрирован в систему Unigraphics (сейчас NX). В 1994 г. израильская компанию Tecnomatix Corporation приобрела Valysis за 2.3 млн долларов. После слияния продукт получил название eM-Quality, в его состав вошли продукты Variation Analysis CAD, ProbeCAD, Analyze и Inspector. Эти продукты работали как подключаемые модули в популярных САПР: NX, CATIA, PRO/Engineer, I-DEAS.
В начале 2005 г. компания Tecnomatix была поглощена компанией UGS Corp. Пакет решений Tecnomatix был объединен с существовавшими решениями для автоматизации технологической подготовки производства компании UGS. В январе 2007 г. компания UGS была приобретена концерном Siemens AG. C этого момента поставки и поддержка решений Tecnomatix и приложения Tecnomatix Quality Management в частности, — осуществляются компанией Siemens PLM Software.

## Обзор решений
Семейство продуктов Tecnomatix Quality Management включает: 
- NX CMM – решение для создания программ контроля для координатно-измерительных машин (КИМ)
- Teamcenter Visualization (Vis/VSA, Variation Analysis) – решение для анализа размерных цепей при сборке деталей с отклонениями
- Dimensional Planning and Validation (DPV) - решение для сбора результатов измерений КИМ и другой измерительной техники, а также анализа измерений и причин возникновения отклонений и брака
- CMM Inspection Execution – решение для согласованного и точного контроля, а также анализа изготавливаемых деталей на координатно-измерительные машинах и станках с ЧПУ

## Управление качеством продукции. Концепции «бережливое производство» и «шесть сигма»
Приложения Tecnomatix Quality Management поддерживают концепции «бережливое производство» и «шесть сигма». Цифровая среда позволяет моделировать сборку изделия из деталей с отклонениями, выявлять проблемы и наиболее критичные допуски, что обеспечивает устранение возможных трудностей при сборке из-за разброса размеров.
Уменьшение отклонений собранного изделия основано на инструменте размерного анализа Dimensional Planning & Validation (DPV), прогнозирующем величины и причины разброса в ходе технологического процесса. Применяя данный инструмент, инженеры создают трехмерный цифровой прототип для полной имитации производственного процесса, включая моделирование допусков и погрешностей деталей в ходе обработки.
При помощи DPV можно фиксировать большие объёмы выполняемых в цехах измерений реальных деталей и управлять ими в среде Teamcenter. Конструкторы и технологи могут применять функции поиска и анализа для сравнения данных по качеству изделий, выпускаемых на различных заводах, и оптимизации изделий и производственных процессов. Такая модель позволяет предусмотреть возникновение проблем при сборке и выявить их причины до изготовления оснастки или реальных деталей.
Система Tecnomatix Quality Management также используется для создания сложных программ измерений на КИМ и станках с ЧПУ, для анализа результатов измерений на основе сравнения с допусками, назначенными конструктором. Создание программ измерений и анализ результатов производится в среде САПР на математической модели детали, включающей номинальную геометрию и назначенные допуски. Это помогает исследовать допуски, заданные конструктором на детали, и сборку, выявлять критически важные конструктивные элементы и интерпретировать результаты измерений.
Продукт Variation Analysis CAD позволяет проанализировать конструкцию с точки зрения собираемости изделий из деталей с отклонениями, вычислять статистические характеристики отклонений сборки и выявлять допуски с наибольшим влиянием на измеряемый размер. Использование этого инструмента позволяет управлять геометрической точностью в масштабах компании и учитывать реальные поля допусков, обеспечиваемые имеющимся оборудованием.
Продукт NX CMM предназначен для создания программ измерения в среде САПР. Реализованный в продукте подход позволяет разгрузить координатно-измерительные машины (за счёт исключения ручного программирования) и обеспечить высокое качество программы за счет предварительного анализа столкновений измерительной головки с деталью и измерительной оснасткой, оптимизации траектории и порядка измерения точек поверхности и оптимального выбора щупа.
Продукт CMM Inspection Execution работает непосредственно на рабочем месте контролёра и позволяет выполнить измерения детали в автоматическом режиме и провести первичный анализ детали, сравнивая данные измерений с допусками, указанными конструктором. Результаты сравнения могут быть получены в настраиваемом HTML-формате непосредственно на рабочем месте контролера. Так как исходная программа измерений представлена в машинно-независимом формате DMIS, то можно выполнять измерения и анализ по одной программе на различных моделях КИМ, что исключает неоднозначность результатов контроля и устраняет необходимость подготовки отдельных программ на каждую КИМ.
Данные измерений, которые хранятся в среде Tecnomatix Quality Management, могут отображаться графически, подвергаться анализу и передаваться в пределах предприятия. Создаваемые инженерами отчеты могут содержать протоколы измерений, трехмерную геометрию, виды, сечения и текстовые примечания.
В 2010 году Siemens PLM Software представила «облачное» решение DPV-Azure для управления качеством, разработанное совместно с Microsoft. Решение обеспечивает функционирование приложения DPV на платформе «облачных» вычислений Microsoft Windows Azure.